# Маралди (Сандиктауський район)
Маралди́ (каз. Маралды) — село у складі Сандиктауського району Акмолинської області Казахстану. Входить до складу Аксоранського сільського округу.
Населення — 202 особи (2021; 289 у 2009, 353 у 1999, 350 у 1989).
Національний склад станом на 1989 рік:
- росіяни — 54 %;
- казахи — 25 %.

До 2023 року село називалось Мисок.